# Dictionnaire héraldique, tous les termes et figures du blason
Le Dictionnaire héraldique de Georges de Crayencour, édité en 1974 à Bruxelles, est, avec quelque 2 000 termes et plus de 1 600 figures, un ouvrage de référence pour l'art héraldique.
Ni histoire de l'héraldique, ni armorial, cet ouvrage est un dictionnaire illustré des termes du blason. Ce livre a fait l'objet de plusieurs rééditions dont une augmentée d'une préface de Michel Pastoureau.